# Chalastra streptophora
Chalastra streptophora là một loài bướm đêm trong họ Geometridae.